# ورآب، یاردیمیلی
ورآب (به ترکی آذربایجانی: Vərov) یک منطقهٔ مسکونی در جمهوری آذربایجان است که در شهرستان یاردیملی واقع شده‌است. ورآب ۵۶۳ نفر جمعیت دارد.